# Hesire
| r · a | H · W14 · z | i | i |

| r · a | H · W14 · z | i | i |

Hesire (Hesy-Re) byl staroegyptský vysoký úředník na začátku 3. dynastie. Jeho nejvýznamnější titul byl wr-jbḥ-zwnw, což znamená buď „Vrchní z řezačů slonoviny“, nebo „Vrchní ze zubařů“, což by mohlo znamenat, že se jedná o prvního známého zubaře. Jeho hrobka S 2405 v Sakkáře je také známá svými obrazy.

## Identita
Dle několika pečetních válečků, které se nacházejí v jeho hrobce, žil za vlády Džosera a možná i za Sechemcheta.
Jméno ḥsy-rˤ je vskutku zajímavé, protože je spojeno s bohem slunce Re. Hesire, spolu s několika vysokými funkcionáři v této době, patří k prvním úředníkům, kteří směli mít ve jméně jméno Re, ačkoliv jej pravděpodobně nesměli zapisovat slunečním diskem. To bylo povoleno pouze králi.

### Kariéra

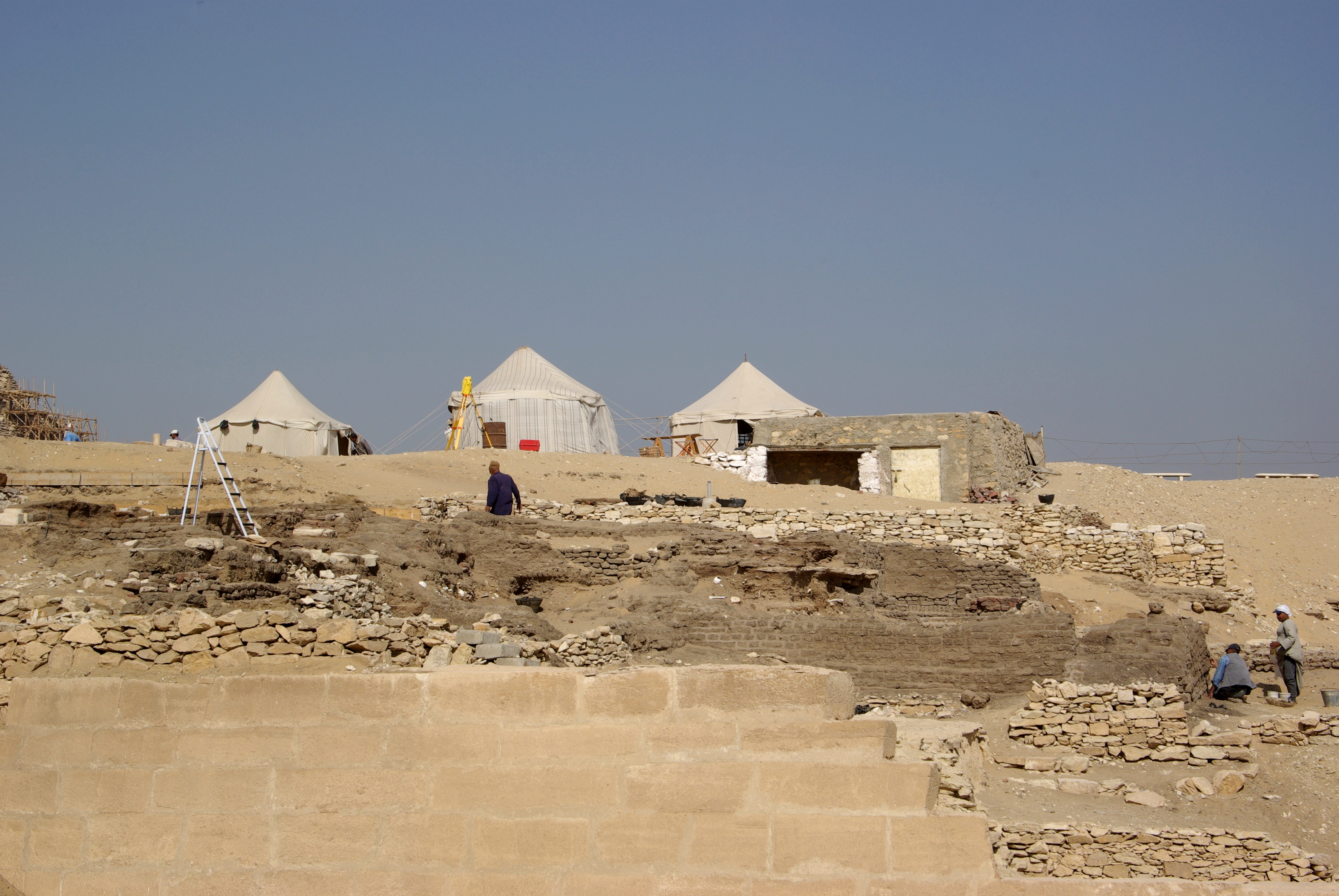
Archeologické vykopávky jeho hrobky S 2405

Hesire je znám jistými unikátními tituly. Nejzajímavější titul je wr-jbḥ-zwnw, který lze překládat mnoha způsoby. jbḥ znamená buďto „chrup“, nebo „slonovina“. Třetí slovo může to být zwnw jako množné číslo od slova zwn (šíp), nebo zjnw (lékař). Celý titul lze přeložit jako „Vrchní ze řezačů slonoviny“ nebo „Vrchní ze zubařů“. Pokud je první překlad správný, Hesire byl profesionální řezač slonoviny a umělec – toto bylo v jeho době docela běžné. Pokud byl druhý překlad správný, byl by Hesire první osobou v egyptské historii, která měla oficiální titul jako zubař.

Hesire je také známý svými bohatě zdobenými deskami z cedrového dřeva nalezenými v jeho hrobce S 2405 (bylo jich původně jedenáct, zachovala se šest). Na nich je Hesire zobrazován v různém věku. V těsné blízkosti vstupní haly je zobrazen jako mladý muž na začátku své kariéry. Dále je zobrazen jako muž středního věku a nakonec je v pamětní kapli zobrazen jako starý muž, který sedí před obětním stolem. 

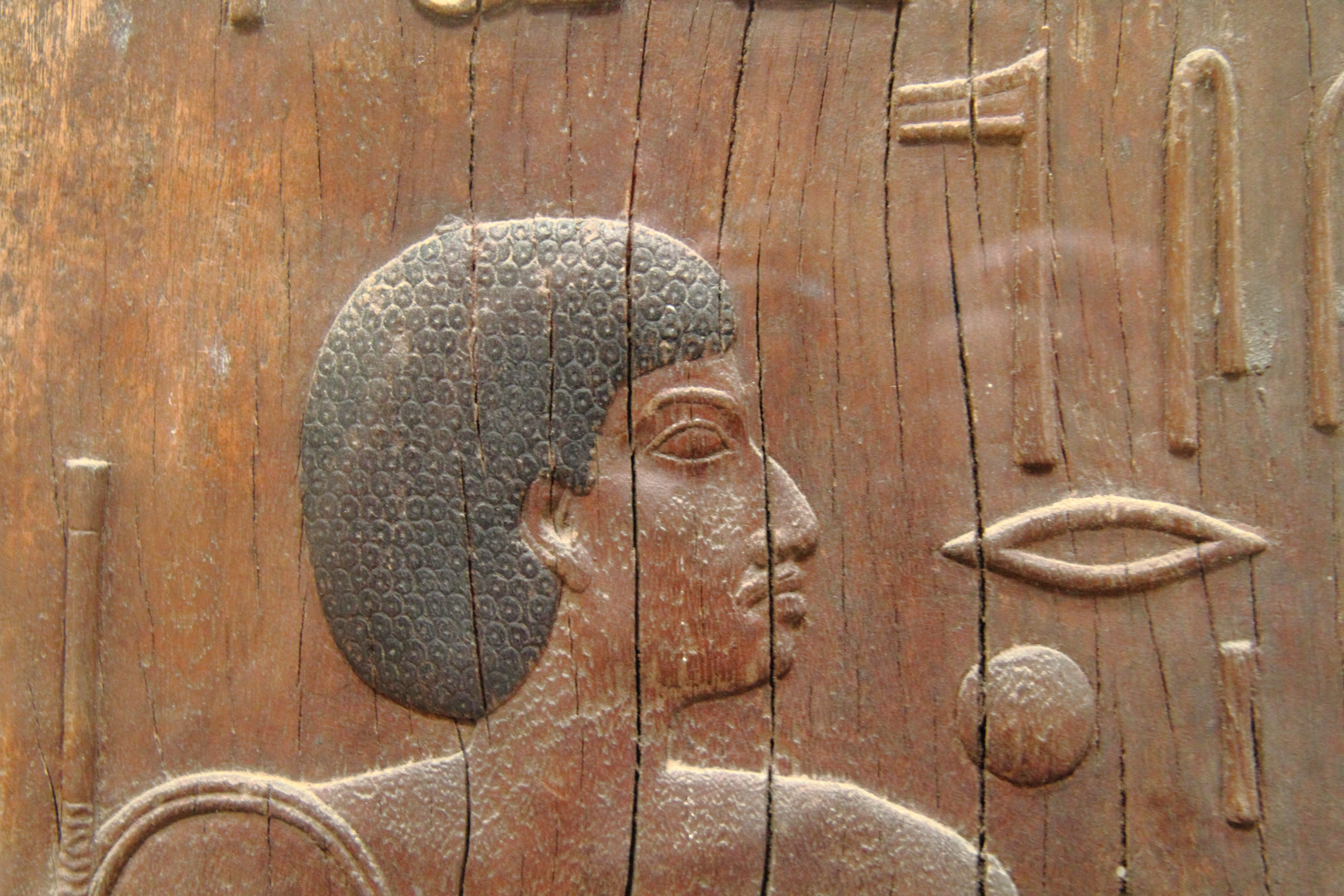
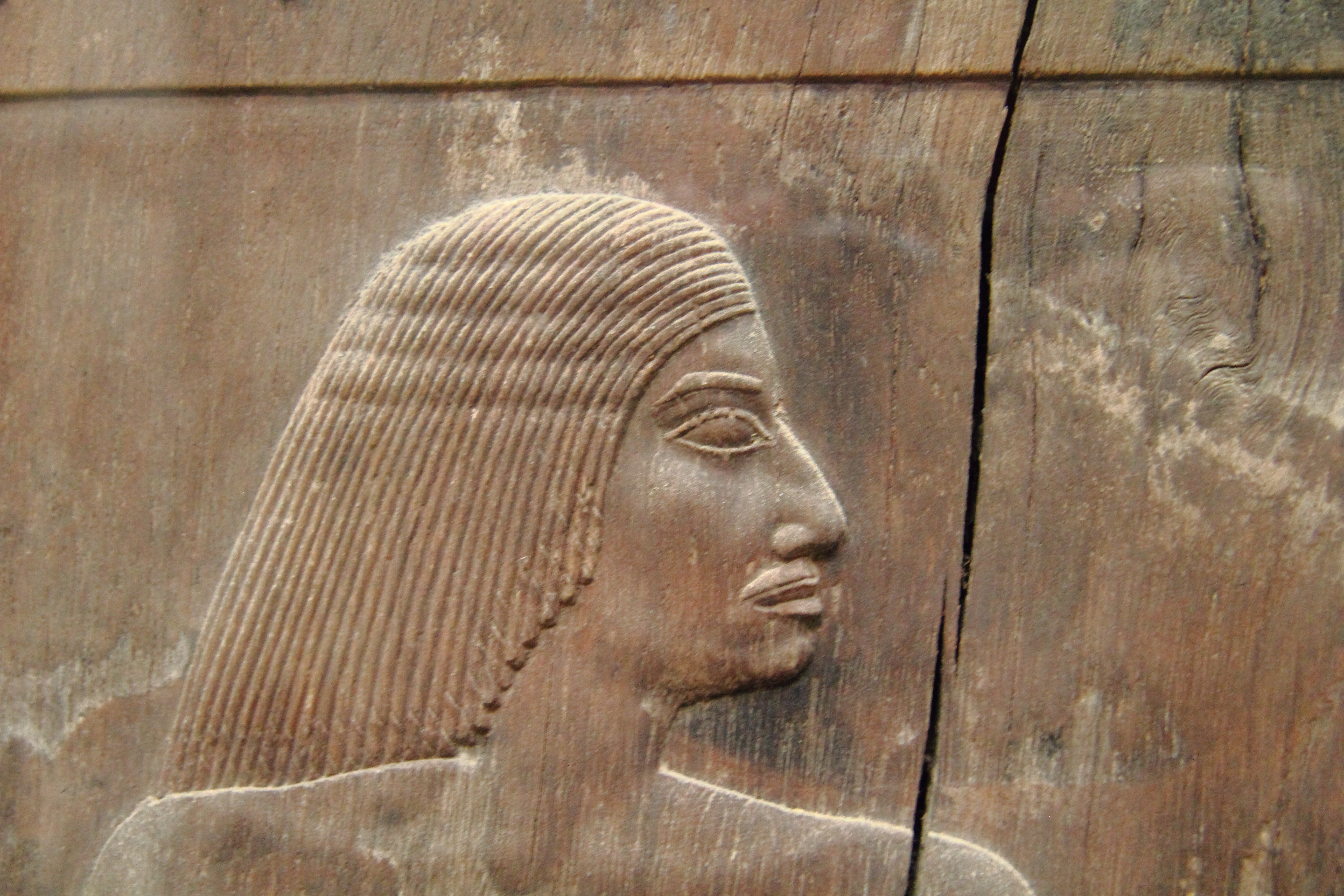
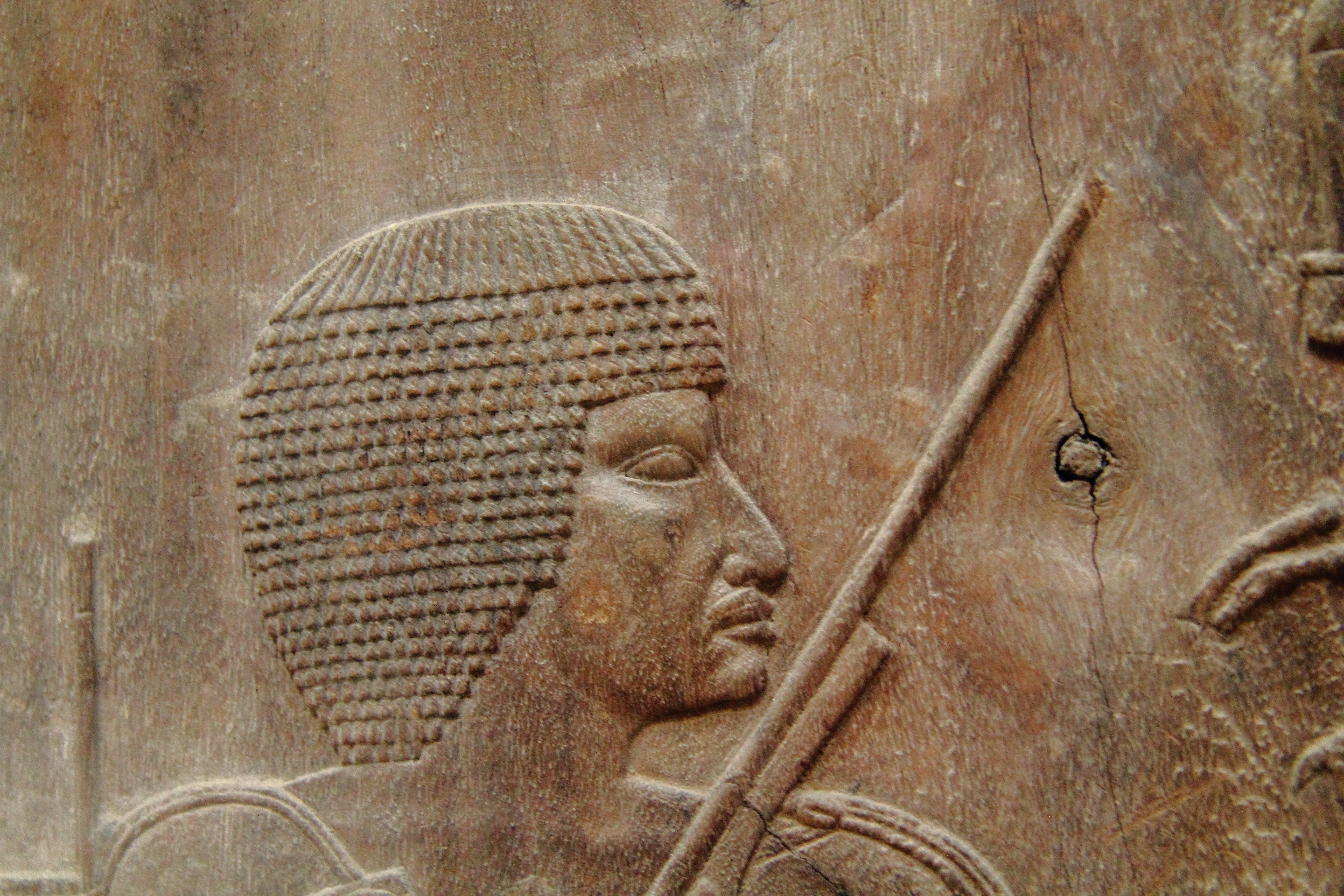